# Dabik (Egipte)
Dàbiq (àrab: دابق, Dābiq) fou una antiga ciutat d'Egipte a la rodalia de Damiata, famosa pels seus teixits de tela de luxe, exportats arreu del món musulmà. Avui ha desaparegut i la seva situació exacta no es coneix, tal com passa amb altres ciutats com Shata o Tinis de la vora del llac Menzaleh.
Al-Maqrizí la descriu com una ciutat que dona nom a les robes de luxe i turbants tenyits i als teixits amb or; també els turbants teixits amb or eren característics i molt valuosos (500 dinars sense comptar el preu de la seda i el lli utilitzats). Es van fer populars en temps del califa fatimita al-Aziz, fill d'al-Muïzz, vers el 975. Els turbants es feien generalment de lli multicolor. Posteriorment la qualitat va baixar i segons al-Idrissí els de Tinis i de Damiata eren millors i més fins. Només se'n conserven tres fragments.
Ibn Dumak esmenta una ciutat anomenada Dàbiq a la governació d'Al-Gharbiya que sembla que correspon a la moderna Dabidj.